# Gabinete do Brasil
O Gabinete ou Conselho de Ministros do Brasil é composto pelos Ministros de Estado e assessores do Poder Executivo Federal do Brasil. Os oficiais de gabinete são nomeados e exonerados pelo Presidente da República. Existem atualmente 39 pastas ministeriais, incluindo seis órgãos de nível ministerial: o Chefe da Casa Civil a Secretaria-Geral da Presidência, a Secretaria de Relações Institucionais, a Secretaria de Comunicação Social, o Gabinete de Segurança Institucional e o Gabinete Pessoal do Presidente, esses também chamados de Órgãos Essenciais.

## Responsabilidades
Os Ministros auxiliam o Presidente da República no exercício do poder executivo, cada um é responsável pela administração geral de uma pasta ministerial. Os Ministros preparam padrões, monitoram e avaliam programas federais, formulam e implementam políticas para os setores que representam. São também responsáveis por estabelecer estratégias, políticas e prioridades na aplicação dos recursos públicos. Geralmente, o ministro considerado de mais alto escalão é o Chefe da Casa Civil, enquanto outros ministros de alto nível incluem Finanças, Justiça, Relações Exteriores e Defesa.

## Número de Ministérios ocupados por Partido Político
- Partido dos Trabalhadores - 14
- Independente / Sem partido - 8
- Movimento Democrático Brasileiro - 3
- Partido Democrático Trabalhista - 2
- Partido Social Democrático - 2
- Partido Socialista Brasileiro - 2
- União Brasil - 2
- Partido Renovação Democrática - 1
- Partido Socialismo e Liberdade - 1
- Partido Comunista do Brasil - 1
- Rede Sustentabilidade - 1
- Republicanos - 1
- Progressistas - 1

Atualizado em Janeiro de 2025